# Tillandsia arequitae
Tillandsia arequitae là một loài thuộc chi Tillandsia. Đây là loài bản địa của Brasil.

## Giống
- Tillandsia 'Mystic Rainbow'
- Tillandsia 'Mystic Rainbow Peach'
- Tillandsia 'Mystic Rainbow Pink'